# Empédocles (vulcão)

Empédocles é um vulcão submarino, localizado próximo da costa da Sicília. Recebeu esse nome em homenagem ao filósofo grego Empédocles, que nomeou os quatro elementos clássicos da Terra, terra, fogo, água e ar.
É uma estrutura, que através de pesquisas recentes, descobriu-se não se tratar de vários pequenos vulcões independentes, mas de picos de uma mesma cadeia vulcânica.
Possui pelo menos 400 metros de altura e a base da estrutura tem 30 quilômetros de comprimento e 25 km de largura, o que o transforma no maior vulcão submerso da Itália.
Este vulcão está praticamente inativo, não oferecendo nenhum perigo iminente, mas possui várias aberturas na crosta terrestre que emitem vapores e gases, chamadas de fumarolas. Foi identificado durante pesquisas na ilha vulcânica submersa de Ferdinandea, que era considerada uma extremidade de um vulcão pequeno, mas agora foi descoberto que trata-se apenas de uma parte do Empédocles.

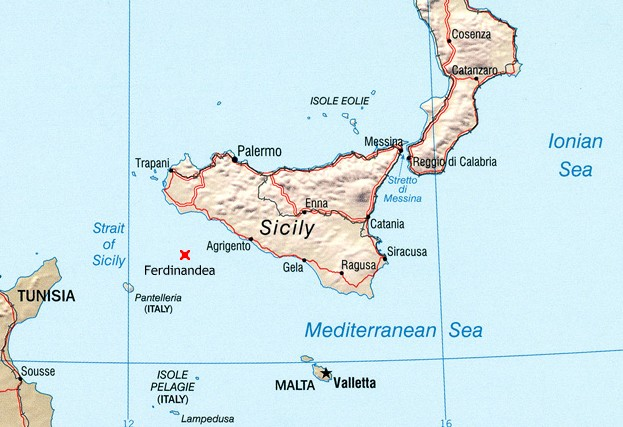
Localização do vulcão Empédocles.